# Boris Tchertok
Boris Ievseïevitch Tchertok (en russe : Борис Евсеевич Черток), né le 1er mars 1912 à Łódź (Empire russe, aujourd'hui en Pologne), et mort le 14 décembre 2011 à Moscou à l'âge de 99 ans, est un ingénieur soviétique puis russe spécialiste des systèmes de guidage et de pilotage des véhicules spatiaux ainsi qu'un des principaux collaborateurs de Sergueï Korolev, père de l'astronautique soviétique. Il est l'auteur d'une suite de quatre ouvrages intitulée Les fusées et les hommes, source majeure de l'histoire du programme spatial soviétique car rédigée par l'un de ses principaux acteurs.

## Avant-guerre
Boris Tchertok nait  à Łódź dans une région de la Pologne qui fait, à l'époque, partie de  l'Empire russe. Son père est un comptable russe. Lorsque la Première Guerre mondiale éclate, deux ans après sa naissance, sa famille se réfugie à Moscou. Il commence à travailler à 17 ans comme électricien. Il est passionné par l'électronique et malgré l'absence de diplôme d'études supérieures, il est recruté en 1930 par une société spécialisée dans l'avionique. Ses capacités sont remarquées et il entame parallèlement à son travail des études supérieures dans ce domaine. En 1935 il est nommé à la tête du bureau d'études et joue un rôle clé dans le développement des équipements électroniques utilisés par les expéditions polaires soviétiques. En 1940, il obtient son diplôme d'études supérieures et commence à travailler sur les systèmes de guidage et de pilotage dans le bureau d'études de V.F. Bolkhovitinov. À l'époque celui-ci et le NIII-3 sont les deux seuls organisations soviétiques travaillant sur les fusées. Le  premier développement de Tcherkov porte sur le système d'allumage et de contrôle de l'avion-fusée BI-1,.

## Participation au programme spatial soviétique
En avril 1945 Boris Tchertok est envoyé  en Allemagne après la victoire des troupes soviétiques qui occupent une partie du pays. Tchertok  avec  d'autres spécialistes travaillant dans le domaine des fusées est chargé d'étudier  les réalisations des ingénieurs allemands qui ont pris à l'époque beaucoup d'avance en développant le missile V2. Il joue un rôle clé dans l'évaluation des travaux allemands sur les sites de Peenemünde et Mittelwerk  près de Nordhausen. Il y reste jusqu'en 1947 et durant son séjour  fait la connaissance de Sergueï Korolev. Il est rattaché en aout 1946 à l'institut NII-88 dirigé par Korolev et entame à compter de cette date une longue carrière comme adjoint de celui-ci et responsable des systèmes de guidage et de pilotage,.
En 1950 Tchertok, qui est de confession juive, est protégé par le ministre des Armements Dimitri Oustinov lors d'une campagne d'épuration antisémite déclenchée par Beria. Il travaille d'abord sur un système de guidage des missiles à longue portée utilisant la navigation céleste puis sur le R-7, premier missile balistique intercontinental à l'origine des premiers succès de l'astronautique soviétique, avant de participer au développement des vaisseaux spatiaux habités Vostok, Voskhod et Soyouz. Il est responsable du développement du système de contrôle des moteurs du lanceur lourd N-1. L'échec de celui-ci se traduira par l'arrêt du programme lunaire habité soviétique. Lorsque ce projet est abandonné en 1974, il est nommé directeur adjoint du bureau d'études d'Energia et responsable des systèmes de contrôle jusqu'à son départ à la retraite en 1992.

## Témoin clé du programme spatial soviétique
Boris Tchertok est l'auteur de plus de 200 articles et a été maitre de conférences à l'université dans son domaine. Au cours des années 1990 il rédige quatre volumes de mémoires rassemblés dans un ouvrage intitulé Les fusées et les hommes, qui constitue un témoignage sur l'histoire de l'astronautique soviétique entre 1946 et 1991 par un des acteurs les mieux placés pour en parler. Les passages  de son ouvrage les plus fascinants sont les récits très vivants des réunions ayant abouti aux décisions clés du programme spatial soviétique. Ces écrits ont été rédigés manifestement à partir de notes prises à l'époque ou même de transcriptions des propos échangés. Les réunions sont souvent tumultueuses et on y voit un Korolev lutter pour imposer ses idées et ses projets.

## Œuvres
en anglais
- (en) Boris Chertok, Rockets and People, vol. 1, Washington, D.C., NASA, coll. « NASA History series / 4110 », 2005, 698 p. (ISBN 978-0-16-076672-5, OCLC 56421885)
- (en) Boris Chertok, Rockets and People, vol. 2 : Creating a rocket industry, NASA, coll. « NASA History series » (no 4110), 2006 (ISBN 978-0-16-081733-5, OCLC 56421885)
- (en) Boris Chertok, Rockets and People, vol. 3 : Hot days of the Cold War, NASA, coll. « NASA History series » (no 4110), 2006, 663 p. (ISBN 978-0-16-089559-3, OCLC 56421885)
- (en) Boris Chertok, Rockets and People, vol. 4 : The Moon Race, NASA, coll. « NASA History series » (no 4110), 2006, 663 p. (ISBN 978-0-16-089559-3)

en russe
- Черток Б.Е. Ракеты и люди — М.: Машиностроение, 1999. (B. Chertok, Rockets and People)
- Черток Б.Е. Ракеты и люди. Фили — Подлипки — Тюратам — М.: Машиностроение, 1999. (B. Chertok, Rockets and People. Fili — Podlipki — Tyuratam)
- Черток Б.Е. Ракеты и люди. Горячие дни холодной войны — М.: Машиностроение, 1999. (B. Chertok, Rockets and People. Hot Days of Cold War)
- Черток Б.Е. Ракеты и люди. Лунная гонка — М.: Машиностроение, 1999. (B. Chertok, Rockets and People. Moon Race)